# Franck Pourcel

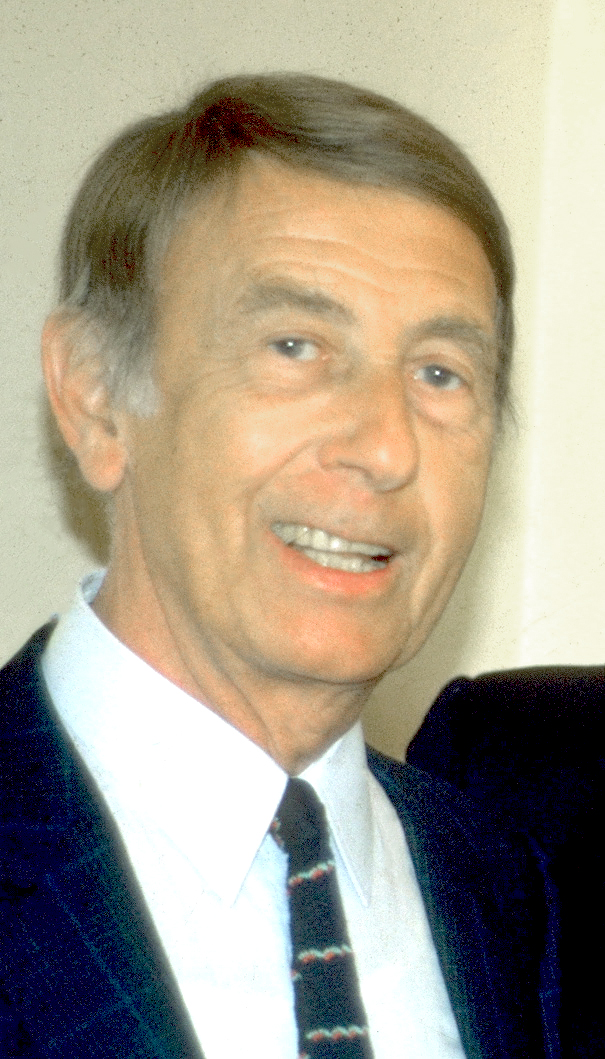
Franck Pourcel

Franck Pourcel (* 14. August 1913 in Marseille; † 12. November 2000 in Neuilly-sur-Seine) war ein französischer Bandleader, Komponist und Violinist. Neben Raymond Lefèvre und Paul Mauriat gehörte er und sein Orchester zu den führenden Easy-Listening-Musikern Frankreichs.
Laut dem Billboard Book of One-Hit-Wonders von Wayne Jancik (1998) verkaufte er weltweit über 15 Millionen Platten. Seinen Eintrag in dem Buch verdankte er seinem einzigen (instrumentalen) Hit in den US-Charts: Only You – 1959 auf Platz 9. Der Song war 1955 bereits ein Welthit für die erfolgreichste Vokalgruppe der 1950er-Jahre The Platters gewesen.
Zu Pourcels Repertoire zählte neben klassischen Themen auch Popmusik. So nahm er ganze Alben mit Musik der Beatles oder von ABBA auf. Auch Schlager, Country oder Filmmusik war für ihn kein Hindernis. Zwei seiner bekanntesten Kompositionen wurden durch andere Interpreten zu Evergreens. Obschon behauptet wurde, dass er 1952  Blue Tango verfasst haben soll, wurde dieser Titel jedoch 1951 von Leroy Anderson komponiert und 1952 veröffentlicht – Pourcel (mit Orchester) war somit lediglich Interpret dieser Komposition, wie andere auch. Pourcels  unter dem Pseudonym J.W. Stole komponierter Titel Chariot wurde erfolgreich von Petula Clark, Peggy March (I Will Follow Him, ebenfalls Nummer eins in den USA) oder Whoopi Goldberg (im Film Sister Act) aufgenommen.
Viele Jahre war Pourcel auch Orchesterleiter zahlreicher Beiträge beim Eurovision Song Contest. So dirigierte er von 1956 bis 1972 insgesamt 22 Lieder aus Frankreich, Deutschland, Monaco, Österreich, Schweden und der Schweiz.